# Saint-Gilles (Mancha)
 Saint-Gilles  es una población y comuna francesa, situada en la región de Baja Normandía, departamento de Mancha, en el distrito de Saint-Lô y cantón de Marigny.

## Demografía
| 519 | 490 | 513 | 610 | 676 | 785 |
| Para los censos de 1962 a 1999 la población legal corresponde a la población sin duplicidades (Fuente: INSEE [Consultar]) |     |     |     |     |     |